# Diogène (Renzo Piano)
 (octobre 2016).
 (octobre 2016).
Pour les articles homonymes, voir Diogène (homonymie).

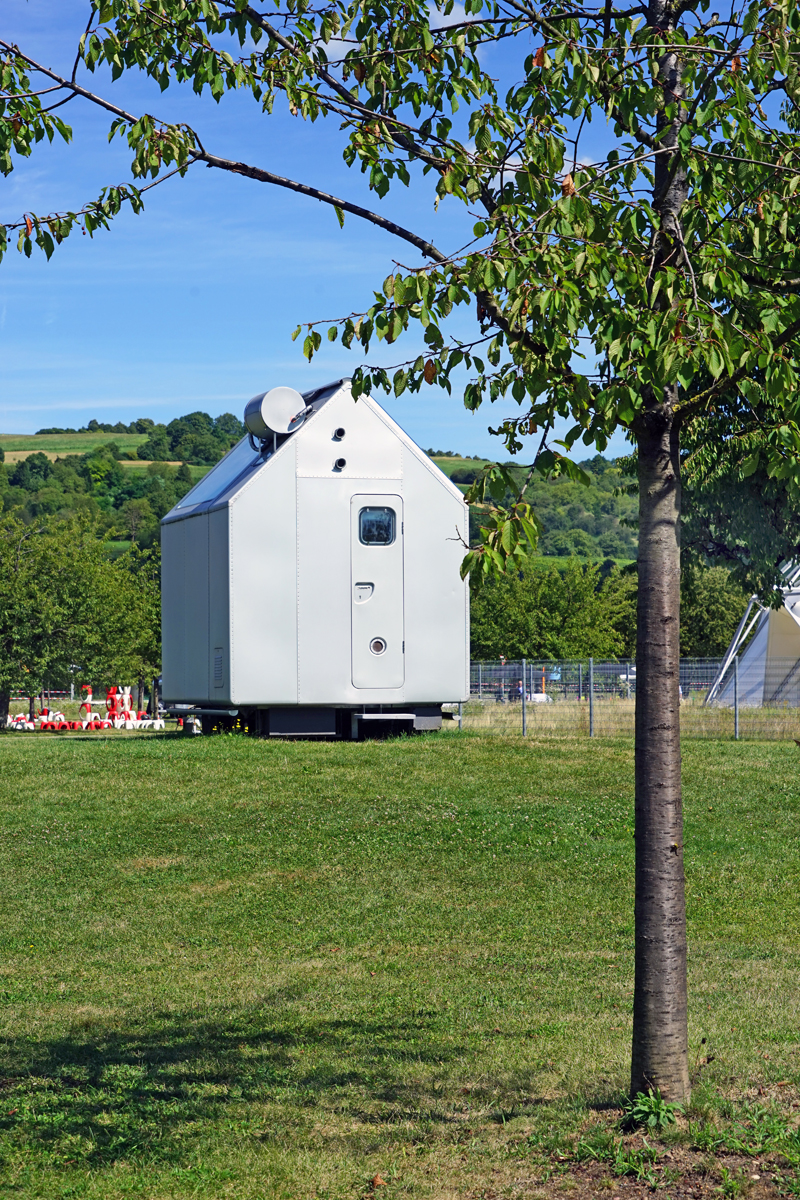
projet architectural de Renzo Piano nommé Diogène

Diogène de Renzo Piano est un projet minimaliste de 7.5 m2 sous forme de cabanon d’occupation individuelle et autosuffisant. Crée en 2013 en collaboration avec la compagnie Vitra, ce cabanon est transportable et indépendant de son environnement.

## Origine du projet
Renzo Piano commença le développement de son idée de maison minimaliste au début des années 2000 sans pour autant avoir de client pour le projet. Ce n’est qu’en 2009, après une publication du projet dans un magazine que Rolf Fehlbaum , président de Vitra, exprime son intérêt. Le projet doit son nom au philosophe grec de l’Antiquité Diogène de Sinope qui vivait dans une jarre, méprisant les richesses et les conventions sociales.

## Caractéristiques du projet

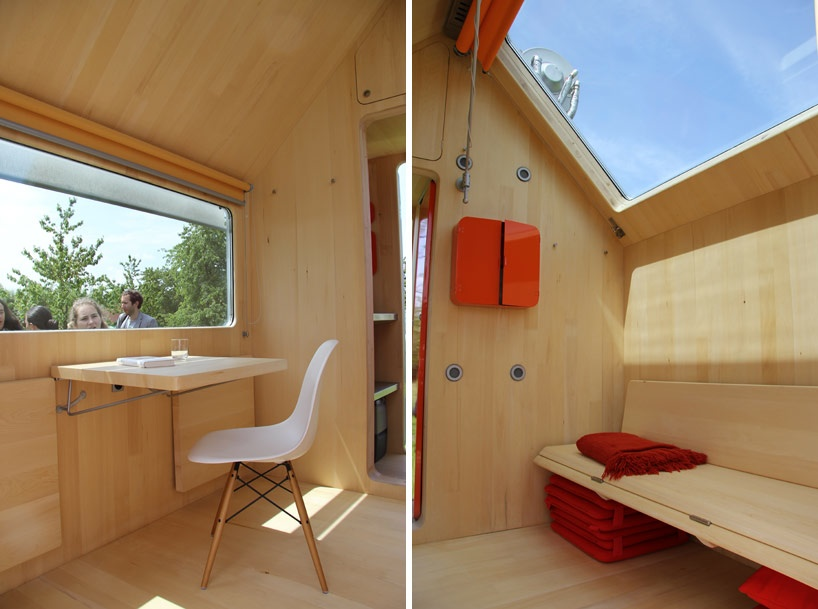
intérieur du projet de Renzo Piano "Diogène"

Le cabanon de 2,5 m sur 3 m et d’une hauteur maximale de 2,3 m est construit en panneaux de bois laminé et recouvert de panneaux d’aluminium brossé. Il dispose de son propre collecteur d’eau et est doté de panneaux solaires.     
L’intérieur est divisé en deux parties : un espace de vie intégrant un lit/sofa faisant face à une table et une chaise, séparé par une cloison on retrouve l’espace intégrant une cuisine, une douche et des toilettes. Plusieurs espaces de rangements ont été incorporés aux murs au sol et sous le plafond.    

### bibliographie
- Lisa Baker, Xs small houses big time, Salenstein,Braun, 2016, 304 p.  (ISBN 9783037682029)
- Abitare, Anna Foppianom,n⁰ 497, Milan, 2009, p 124-129.  (ISSN 0001-3218)
- Rebecca Roke,nanotecture: tiny built things London, Phaidon, 2016, 335 p.  (ISBN 9780714870601)
- Sven Ehmann, Robert Kwanten et Sofia Borges, Building Better: Sustainable Architecture for Family Homes, Berlin, Gestalten Verlag, 2014, 256  p.  (ISBN 9783899555127)